# ОШ „Мирослав Антић” Футог
Основна школа „Мирослав Антић” једна је од основних школа у Новом Саду. Налази се у улици Раде Кончара бр. 2, у Футогу. Назив је добила по Мирославу Антићу, српском песнику и уреднику листа „Ритам” и „Дневника” у Београду и „Младог поколења” у Новом Саду.

## Историјат
Пре оснивања Основне школе „Мирослав Антић” ученици од првог до четвртог разреда су наставу похађали на три локације у зависности од места становања, у старим зградама са патосима који су били премазивани прерађеним уљем. Учионице су загревали помоћу пећи на чврсто гориво. Услова за извођење наставе физичког васпитања није било, него су учитељи ове часове држали на ливадама у близини зграда и то само када су временске прилике то дозвољавале. Опремљеност учионица наставним средствима се сводила на таблу и креду. Ученици од петог до осмог разреда су од 1968. године наставу похађали у новоотвореној Основној школи „Херој Пинки”, без обзира на место становања тако да су неки ученици до школе пешачили и више од три километра. Основна школа „Мирослав Антић” је изграђена средствима месног самодоприноса, а са радом је почела 14. октобра 1985. У почетку је радила у саставу Основне школе „Херој Пинки”, а од 1. јануара 1987. као самостална.

## Школа данас
Данас се школа налази у згради са приземљем и спратом, снабдева се водом из градске водоводне мреже, има изграђене санитарне чворове који су прикључени на градску канализацију. Броји око деветсто ученика од првог до осмог разреда распоређених у тридесет и седам одељења. Садрже десет учионица за разредну наставу и четрнаест специјализованих за предметну наставу, као и двадесет и једну просторију за припрему наставника. Кабинети су класично опремљени и имају могућности коришћења аудио-визуелних техника. Од почетка рада школа је располагала савременим наставним средствима: графоскопима, дијапројекторима, слајд пројекторима, пројекторима за елемент филмове, персоналним рачунаром „Миседо”, телевизором, видео рекордером, касетофониом и другим. Данас располаже и са две рачунарске учионице са тридесет и једним радним местом у којима се изводи настава из предмета Информатика и рачунарство, Техничко и Информатичко образовање и Од играчке до рачунара. Садрже и фискултурну салу са трибинама и свлачионицама укупне површине 420m², школски хол 460m, школску библиотеку са око 15.000 књига, школску кухињу и трпезарију са 250 места, просторију за продужени боравак, наставничку зборницу, шест канцеларија за управу школе, архиву, чајну кухињу, просторију за помоћно техничко особље, санитарне чворове, котларницу, спортске терене за фудбал, кошарку, одбојку и рукомет, као и атлетске стазе. На травњацима око школе је реализован пројекат „Игралиште – училиште”.